# Макдонах, Джон Майкл
Джон Майкл Макдо́нах, также Макдо́на (англ. John Michael McDonagh, произносится Макда́на; род. 1967) — англо-ирландский кинорежиссёр и сценарист, номинант на премию BAFTA (2012). Брат Мартина Макдонаха.

## Биография
Джон Майкл начал режиссёрскую карьеру в 2000 году, сняв короткометражную драму «Вторая смерть». Адаптировал роман Роберта Дрю «Our Sunshine» для фильма Грегора Джордана «Банда Келли». В 2011 году снял первый полнометражный фильм — «Однажды в Ирландии» (в оригинале «The Guard» — обиходное англоязычное название сотрудника ирландской полиции, от ирл. garda) — ставший самой коммерчески успешной независимой картиной ирландского производства. В 2013 году завершил работу над второй кинолентой — «Голгофа» — удостоившейся приза независимого (христианского) жюри Берлинского кинофестиваля. Планирует съёмки третьего фильма, который станет завершением так называемой Glorified Suicide Trilogy — серии трагикомедий с Бренданом Глисоном в главной роли. Фильм будет называться «The Lame Shall Enter First» и расскажет об инвалиде, страдающем параличом ног.

## Фильмография
| Год  |     | Русское название   | Оригинальное название | Роль                          |
| ---- | --- | ------------------ | --------------------- | ----------------------------- |
| 2000 | кор | Вторая смерть      | The Second Death      | режиссёр, продюсер, сценарист |
| 2003 | ф   | Банда Келли        | Ned Kelly             | сценарист                     |
| 2011 | ф   | Однажды в Ирландии | The Guard             | режиссёр, сценарист           |
| 2014 | ф   | Голгофа            | Calvary               | режиссёр, сценарист           |
| 2016 | ф   | Война против всех  | War on Everyone       | режиссёр, сценарист           |
| 2022 | ф   | Прощение           | The Forgiven          | режиссёр, сценарист           |